# K-202
K-202 – polski 16-bitowy minikomputer opracowany i skonstruowany przez inż. Jacka Karpińskiego z zespołem w latach 1970–1973. Był to pierwszy polski komputer zbudowany z użyciem układów scalonych w kooperacji polskich zakładów zjednoczenia MERA, m.in. Metronex, z firmami z Wielkiej Brytanii: Data-Loop oraz MB Metals. Według materiałów reklamowych wykonywał średnio 1 mln operacji na sekundę (w rzeczywistości instrukcji kodu maszynowego) oraz umożliwiał wielozadaniowość, wielodostępność i wieloprocesorowość

## Charakterystyka
Głównym zastosowaniem było sterowanie procesami i pomiarami ze względu na szybkość działania i rozbudowaną strukturę I/O. Minikomputer pracował z teoretyczną szybkością miliona operacji na sekundę, jedynymi jego konkurentami w tamtym okresie były minikomputer Super-Nova (1970) produkcji oraz CTL Modular One z 1968 r. wyprodukowany w Wielkiej Brytanii. 
Komputer ten, jako jeden z pierwszych w historii, według opisu, stosował powiększanie pamięci przez adresowanie stronicowe, a de facto przez segmentowanie. Komputery Super-Nova i Modular One, tak jak K-202 były komputerami 16-bitowymi, ale tylko K-202 był w stanie zaadresować teoretycznie do 8 megabajtów (64 strony, każda strona posiadała 64 kilobajty przestrzeni adresowej, z jednostką adresową w postaci 16-bitowych słów) choć praktycznie, z uwagi na powolność podzespołów, było to 144 kB, podczas gdy inne komputery tylko do 64 kilobajtów. 
Pomysłodawcą tego typu adresowania był twórca koncepcji minikomputera Jacek Karpiński. Minikomputer ten od fazy projektu do działającego urządzenia budowany był przez ok. rok. Głównymi konstruktorami urządzenia byli: Elżbieta Jezierska-Ziemkiewicz, Andrzej Ziemkiewicz, Zbysław Szwaj, Teresa Pajkowska oraz Krzysztof Jarosławski. 
Liczba wyprodukowanych urządzeń nie przekroczyła 30 sztuk, które sprzedano w Wielkiej Brytanii, Polsce i Związku Radzieckim. Wszystkie nabyte przez MB Metals zostały zwrócone w celu napraw serwisowych.

## Parametry techniczne
- słowo 16-bitowe
- ponad 90 rozkazów procesora
- pamięć operacyjna do 4 milionów słów
- do 64 urządzeń wejścia-wyjścia
- wymiary: szer. 48 cm, wys. 21 cm, dł. 58 cm
- moduły 19 calowe
- masa: 35 kg
- zasilanie: 220 V, 600 W[7] lub 700 W[8]

## Oprogramowanie
- SOK-1 – system operacyjny (JOM 1 – język powłoki systemowej)
- ALGOL 60
- ASSK – język symboliczny, assembler
- BASIC
- BICEPS
- CEMMA
- COMIT
- CSL
- FORTRAN IV
- LISP
- MOST-2